# Vrouwenvoetbal

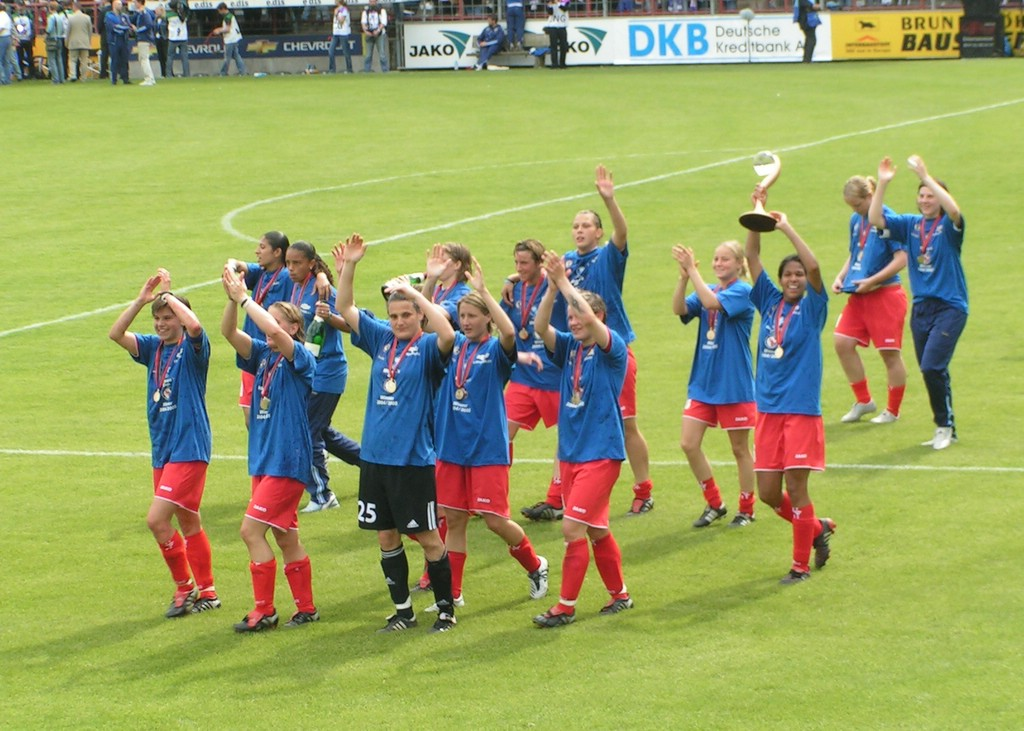
UEFA Women's Cup finale 2005 in Potsdam

Vrouwenvoetbal of damesvoetbal is het beoefenen van voetbal door vrouwen. In veel landen is het de prominentste teamsport voor vrouwen en een van de weinige teamsporten voor vrouwen met diverse professionele competities.

## Geschiedenis
Vrouwen spelen het spel voetbal al sinds het bestaan van de sport. Een zeer oud Chinees voetbalspel genaamd Tsu Chu werd ook door vrouwen gespeeld. In het moderne voetbal werden vrouwenwedstrijden ook vroeg gespeeld en in 1863 werden er door de organiserende instanties regels opgesteld om het spel makkelijker voor vrouwen te maken. De eerste geregistreerde vrouwenvoetbalwedstrijd werd in 1892 in het Schotse Glasgow gespeeld, Engeland volgde drie jaar later .
Van de beginjaren van het vrouwenvoetbal is het meest bekend over de vereniging British Ladies Football Club, in het jaar 1895 in Engeland opgericht door Nettie Honeyball. Honeyball verklaarde de club te hebben opgericht om aan te tonen dat vrouwen niet de waardeloze figuren zijn zoals zij door mannen werden neergezet. Ondanks de heftige woordkeus werden de voetballende vrouwen nauwelijks serieus genomen en diende het vrouwenvoetbal zichzelf verder op te bouwen zonder de steun van de Britse voetbalbonden. Er is zelfs enige tijd sprake geweest van het eventueel verbieden van het voetbal voor vrouwen.

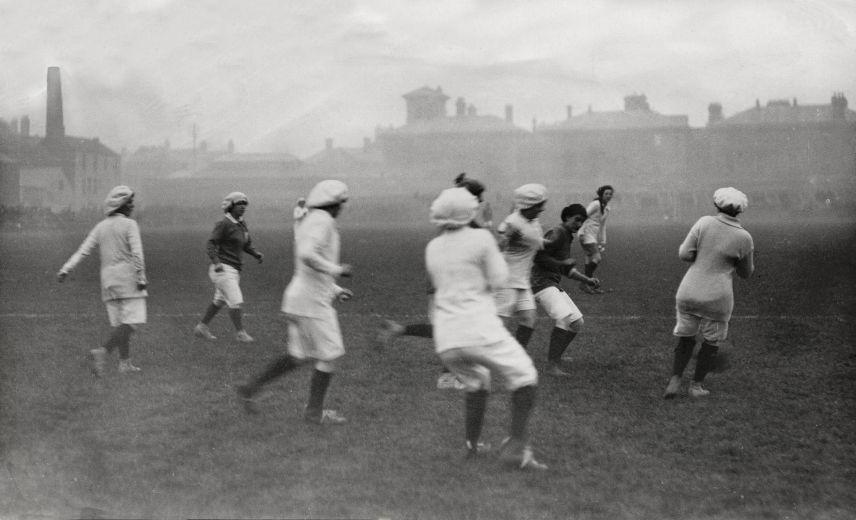
Vrouwenvoetbal in Portsmouth, Engeland, 1917. Tenue: heuplange truien, kniekousen en baretten.

Vrouwenvoetbal kende op grotere schaal populariteit gedurende de Eerste Wereldoorlog, toen werkende vrouwen bedrijfsteams oprichtten en tegen elkaar gingen spelen, net zoals dat vijftig jaar eerder voor de mannen was gebeurd. Het succesvolste team uit die tijd was de Dick, Kerr's Ladies uit Preston, die ook actief waren in de eerste internationale wedstrijden in 1920, toen een team uit Parijs de tegenstander was. Het Engelse vrouwenvoetbalelftal bestond destijds voornamelijk uit speelsters van Dick, Kerr's Ladies in de wedstrijd die met 22-0 werd gewonnen van de Schotse dames in datzelfde jaar. Een jaar later keerden ze terug naar Schotland om te spelen voor 6000 bezoekers. Later maakte het team een tour door Schotland, waarbij het vijf wedstrijden met in totaal 70.000 toeschouwers speelde.
Het vrouwenvoetbal werd steeds populairder, zelfs populairder dan sommige mannenevenementen. Een wedstrijd van de Dick, Kerr's Ladies in Goodison Park, op tweede kerstdag in 1920, trok zelfs 53.000 toeschouwers. Nog eens vijftienduizend liefhebbers zouden buiten het stadion weg zijn gestuurd. Toch bleef het vrouwenvoetbal onder druk staan. In 1921 verbood de Engelse voetbalbond vrouwen om nog langer hun wedstrijden te spelen op de velden van de leden van de bond, omdat vrouwenvoetbal in hun ogen onsmakelijk zou zijn. Een soortgelijk standpunt werd ingenomen en aanvaard in Schotland. Het verbod had tot gevolg dat er een Engelse vrouwenvoetbalbond werd opgericht en de wedstrijden werden gespeeld op rugbyvelden en op voetbalvelden van herenvoetbalclubs die niet bij de bond waren aangesloten. Door het verbod kwam het vrouwenvoetbal minder vaak in de media, maar kon de groei niet stoppen zodat de vaste schare fans en speelsters steeds groter werd.
Vele jaren later, na het WK voetbal 1966 in Engeland, kreeg het vrouwenvoetbal ook een nieuwe impuls en werd drie jaar later de Women's Football Association opgericht. In 1971 werd het verbod van 1921 eindelijk opgeheven en konden vrouwen hun wedstrijden weer spelen in elk stadion in Groot-Brittannië. In datzelfde jaar besloot de UEFA dat het vrouwenvoetbal onder controle zou moeten komen te staan van de nationale voetbalbonden.
In de jaren zeventig werd Italië het eerste land met vrouwelijke professionele voetbalsters, al ware het op deeltijdbasis. Het eerste volledig professionele vrouwenvoetbalteam was het Amerikaanse nationale vrouwenvoetbalelftal. In 1991 werd China het eerste land dat officieel vrouwenvoetbal in competities organiseerde. Japan richtte in 1992 als eerste land een semi-professionele vrouwenvoetbalcompetitie op.
Aan het begin van de 21e eeuw lijkt het vrouwenvoetbal qua professionaliteit al veel op het mannenvoetbal en groeit de populariteit van de sport nog steeds. Tijdens het wereldkampioenschap voor vrouwen in 1999 werden honderdduizenden kaartjes verkocht.
Net als in veel andere sporten krijgen vrouwen ook in de voetballerij minder betaald dan hun mannelijke collega's. Lewes FC was in 2017 de eerste voetbalclub die mannen en vrouwen gelijk beloont.
Ook krijgt vrouwenvoetbal minder media-aandacht en wordt daarom ook aanzienlijk minder vaak uitgezonden. De Algarve Cup in 2006 bijvoorbeeld, wat gezien wordt als een van de meest prestigieuze vrouwenvoetbalbekers in de wereld, werd in Europa slechts gedeeltelijk uitgezonden door Eurosport, en in Noord-Amerika helemaal niet.

### Vrouwenvoetbal in België
Sinds de jaren zeventig worden door de Belgische Voetbalbond KBVB jaarlijks officiële competities voor vrouwenvoetbal georganiseerd. De diverse vrouwenvoetbalploegen zijn vaak een deel van een club waar ook herenvoetbal wordt beoefend. De hoogste klasse heet net als bij de mannen de Eerste klasse. Er wordt ook jaarlijks een Beker van België gespeeld. In 2012 verving de BeNe League (in een eerdere periode gekend als Women's Elite League) de Eerste klasse als hoogste niveau. In die nieuwe competitie werd een programma afgewerkt tot aan de winterstop waarna de clubs werden verdeeld over de BeNe League A en B, waar ze met Nederlandse clubs de strijd aangingen. Dit format werd slechts één jaar aangehouden waarna de BeNe League twee jaar als 'gewone' competitie werd gehouden alvorens te verdwijnen. In 2015 werd weer een nieuwe opzet aangekondigd waarbij de BeNe League als niveau boven de Eerste Klasse werd opgevolgd door een Lotto Super League.

### Vrouwenvoetbal in Nederland
In Nederland deed op clubniveau het vrouwenvoetbal in 1955 haar intrede. In 1956 werd de eerste officieuze interland gespeeld door het Nederlands vrouwenvoetbalelftal. Vanaf 1974 was er een landskampioenschap dat tot en met 1991 werd beslist door de zes districtskampioenen. In 1992, 1993 en 1994 werd het kampioenschap beslist door de drie kampioenen van de Hoofdklassen A, B en C in een onderlinge competitie. Van 1995 tot en met 2007 was de kampioen van de landelijke Hoofdklasse (in 1995 onder de noemer “Eredivisie” gespeeld) tevens de nieuwe landskampioen. In januari 2007 werden door de KNVB de plannen gepresenteerd voor de oprichting van de Eredivisie Vrouwen die op 29 augustus 2007 van start ging. Toen in 2012 de Women's BeNe League werd opgericht gingen daar acht Nederlandse topclubs in spelen t/m het einde daarvan namelijk het seizoen 2014/15. Met ingang van het seizoen 2015/16 ging er opnieuw een Eredivisie Vrouwen van start.

### BeNe League
In 2012 werd de Women's BeNe League opgericht. De opzet van de competitie is dat de teams uit België en Nederland, na hun eigen competitie tot aan de winterstop, erna gemengd verdergaan in een gezamenlijke competitie. Daarbij zal onderscheid gemaakt worden tussen een BeNe League A en B. In het tweede seizoen werd het onderscheid niet meer gemaakt en is de competitie volledig gezamenlijk.

## Internationale toernooien
- Wereldkampioenschap voetbal vrouwen, voor landenteams over de hele wereld.
- Europees kampioenschap voetbal vrouwen, voor landenteams uit Europa
- Sudamericano Femenino, voor landenteams uit Zuid-Amerika
- AFC Vrouwen Kampioenschap, voor landenteams uit Azië
- OFC Vrouwen Kampioenschap, voor landenteams uit Oceanië
- CAF Vrouwen Kampioenschap, voor landenteams uit Afrika
- UEFA Women's Champions League, voor clubteams uit Europa
- Algarve Cup, landenteams worden hiervoor uitgenodigd
- Olympische Spelen, voor landenteams. Dit Olympisch toernooi is ook een prestigieus toernooi omdat, in tegenstelling tot de mannen, de teams in hun sterkste opstelling mogen meedoen. Bij de mannen is er een gedeeltelijke leeftijdsbeperking.
- Militaire wereldkampioenschappen voetbal, voor militaire landenteams.